# 埃爾多拉 (科羅拉多州)
埃爾多拉（英語：Eldora）是位於美國科羅拉多州圓石縣的一個人口普查指定地區。

## 地理
埃爾多拉的座標為39°56′57″N 105°34′18″W / 39.94917°N 105.57167°W，而該地最高點為海拔高度2634米（即8642英尺）。

## 人口
根據2010年美國人口普查的數據，埃爾多拉的面積為10.9平方千米，均為陸地。當地共有人口142人，而人口密度為每平方千米13人。